# الدوري الوطني 2005–06
الدوري الوطني 2005–06 هو موسم من دوري الدرجة الخامسة الإنجليزي. فاز فيه نادي أكرينغتون ستانلي.